# Adam Grzech

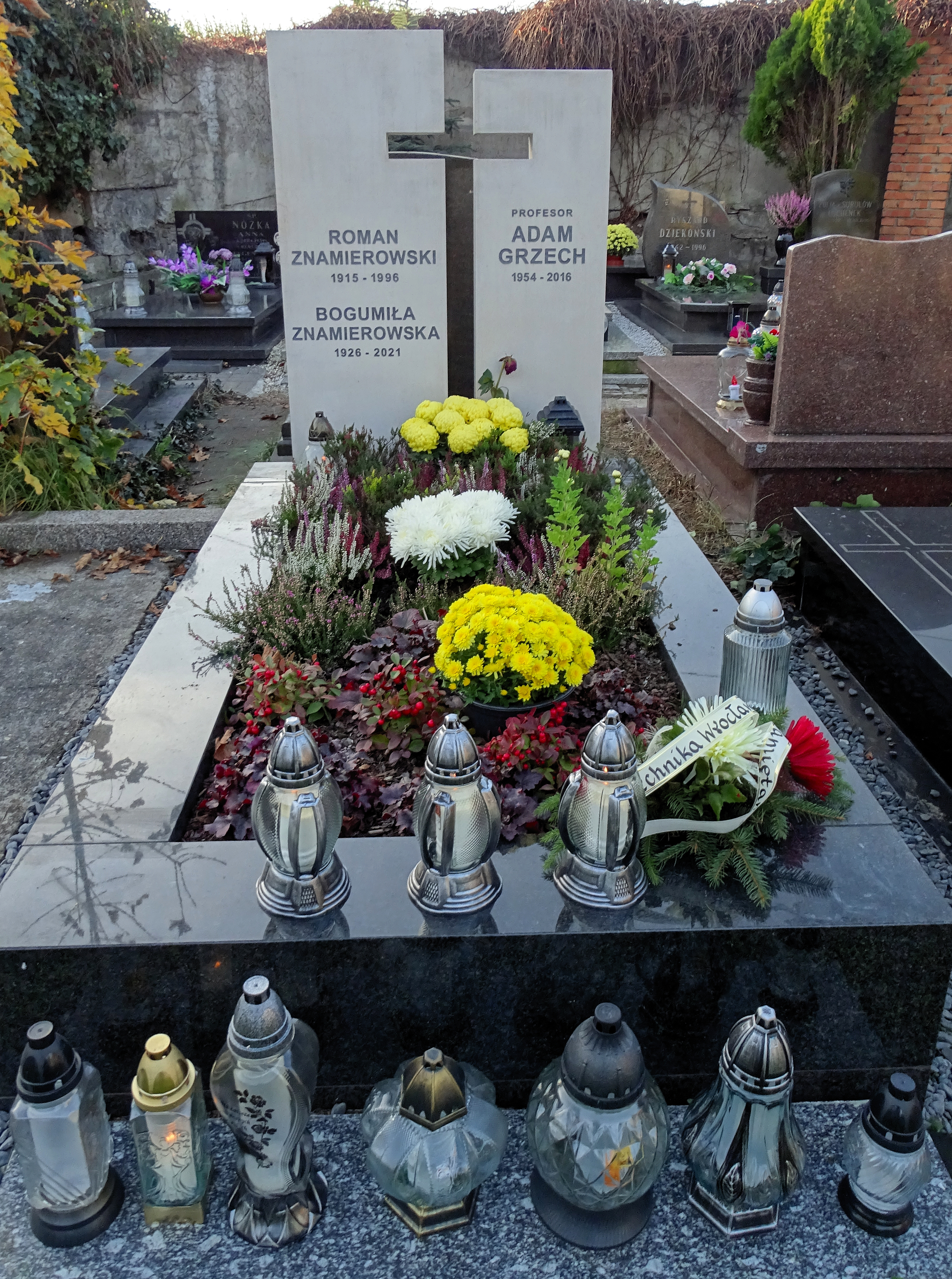
Grób A. Grzecha na cmentarzu św. Wawrzyńca we Wrocławiu

Adam Grzech (ur. 1954 w Dębicy, zm. 21 listopada 2016 r. we Wrocławiu) – polski inżynier elektronik.

## Życiorys
Urodził się w 1954 w Dębicy. W 1972 r. ukończył I Liceum Ogólnokształcące w Dębicy. W 1977 r. ukończył studia na Wydziale Elektroniki Politechniki Wrocławskiej. Doktoryzował się w Instytucie Cybernetyki Technicznej Politechniki Wrocławskiej w 1979 r., habilitację w zakresie informatyki uzyskał w 1989 r. a tytuł naukowy profesora w 2003 r. Od 2003 r. był profesorem na Wydziale  Informatyki i Zarządzania Politechniki Wrocławskiej.
Od 1979 do 1982 r. był adiunktem w Zakładzie Telemechaniki i Teleinformatyki Instytutu Cybernetyki Technicznej Politechniki Wrocławskiej, następnie do 1989 r. adiunktem w Instytucie Sterowania i Techniki Systemów, a po habilitacji docentem w Instytucie Sterowania i Techniki Systemów. Pełnił funkcję dyrektora Instytutu Sterowania i Techniki Systemów Politechniki Wrocławskiej w latach 1991-1993 i 1999-2002. W 1993 r. został mianowany profesorem Politechniki Wrocławskiej w Instytucie Informatyki Technicznej, a w 2006 r. profesorem zwyczajnym w Instytucie Informatyki Politechniki Wrocławskiej. W 1998 r. objął posadę kierownika Zakładu Teleinformatyki. Po 2002 r. zajmował stanowisko pełnomocnika rektora ds. informatyzacji i zasiadł w Senacie Politechniki Wrocławskiej i był jego członkiem do 2008 r. Od 2003 do 2005 r. był prorektorem Politechniki Wrocławskiej ds. rozwoju, następnie do 2012 r. sprawował obowiązki prodziekana Wydziału Informatyki i Zarządzania Politechniki Wrocławskiej.
Od 1982 r. udzielał się jako sekretarz naukowy, a od 2006 r. jako redaktor naczelny kwartalnika Systems Science. 
Był członkiem Wrocławskiego Towarzystwa Naukowego, Polskiego Towarzystwa Informatycznego, Komitetu Informatyki Polskiej Akademii Nauk i Technical Committee TC6 (Communication Systems) IFIP. Autor ponad 350 publikacji w zakresie analizy, modelowania i projektowania systemów i sieci teleinformatycznych. Promotor w 10 przewodach doktorskich. 
Odznaczony Srebrnym i Złotym Krzyżem Zasługi.
Zmarł 21 listopada 2016 r. we Wrocławiu.